# Иванов, Виталий Николаевич
Вита́лий Никола́евич Ивано́в (род. 23 июля 1941, Знаменка, Кировоградская область) — советский и российский режиссёр театра и кино, театральный педагог. Заслуженный деятель искусств РСФСР (1986).

## Биография
Виталий Николаевич Иванов родился 23 июля 1941 года в селе Знаменка, Кировоградской области, на Украине.
В 1967 году окончил режиссёрский факультет ГИТИС, курс М. О. Кнебель.
С 1969 года работает в Малом театре.
В кино с 1970 по 1987 поставил несколько фильмов. 
В 1985 году за проведение постановки фестиваля республик Средней Азии и Казахстана получил премию Ленинского комсомола Туркменской ССР. 
Преподаёт в ВТУ им. М. С. Щепкина (совместно с Владимиром Бейлисом).

## Творчество

### Постановки в театре
- 1969 — «Человек и глобус» В. В. Лаврентьева (совместно с В. М. Бейлисом)
- 1970 — «Инженер» Е. С. Каплинской (совместно с В. М. Бейлисом) (филиал)
- 1973 — «Касатка» А. Н. Толстого (филиал)
- 1975 — «Горе от ума» А. С. Грибоедова. Руководитель постановки М. И. Царёв
- 1976 — «Беседы при ясной луне» В. М. Шукшина (филиал)
- 1977 — «Вина» А. Кургатникова (филиал)
- 1980 — «Каменный цветок» инсценировка в 2 частях В. Алексеева по мотивам уральских сказов П. П. Бажова (филиал)
- 1986 — «Недоросль» Д. И. Фонвизина
- 1990 — «Князь Серебряный» А. Н. Толстого (филиал)
- 1994 — «Волки и овцы» А. Н. Островского
- 1995 — «Снежная королева» Е. Шварца (филиал)
- 1998 — «Бешеные деньги» А. Н. Островского (филиал)
- 1999 — «Сказка о царе Салтане» А. С. Пушкина
- 2002 — «Усилия любви…» В. Шекспира (филиал)
- 2004 — «Свадьба, Свадьба, Свадьба!» А. П. Чехова (филиал)
- 2006 — «Мария Стюарт» Ф.Шиллера (филиал)
- 2008 — «Касатка» А. Н. Толстого (филиал)

### Работы в кино

#### Режиссёр
- 1967 — Мой племянник Борька
- 1970 — Как мы искали Тишку
- 1973 — Анискин и Фантомас
- 1977 — И снова Анискин

#### Сценарист
- 1967 — Мой племянник Борька

## Награды
- Заслуженный деятель искусств РСФСР (1986)
- Орден Почёта (1999) — за большой вклад в развитие отечественной театральной культуры и в связи со 175-летием Государственного академического Малого театра России[5]